# Лонський-Пець
Лонський-Пець (пол. Łąski Piec) — село в Польщі, у гміні Слівиці Тухольського повіту Куявсько-Поморського воєводства.
Населення — 186 осіб (2011).
У 1975-1998 роках село належало до Бидгощського воєводства.

## Демографія
Демографічна структура станом на 31 березня 2011 року:
|          | Загалом | Допрацездатний вік | Працездатний вік | Постпрацездатний вік |
| -------- | ------- | ------------------ | ---------------- | -------------------- |
| Чоловіки | 94      | 29                 | 61               | 4                    |
| Жінки    | 92      | 24                 | 49               | 19                   |
| Разом    | 186     | 53                 | 110              | 23                   |